# 向井康介
向井康介（1977年1月17日—）是日本的電影編劇。德島縣三好市 出身。大阪藝術大学在學期間，擔任熊切和嘉執導電影《鬼畜大宴會》的燈光與編輯助理，並且結識山下敦弘，兩人開始共同創作劇本。2004年開始獨力創作劇本。2014年應日本文化廳新進藝術家海外研修制度前往北京留學一年，以此為契機，到2016年為止以北京為據點進行創作活動。
2007年以《松根亂射事件》獲得菊島隆三獎。2017年以《聖之青春》獲得第71屆每日電影獎。

## 主要編劇作品

### 電影
- 賴皮生活（1999年）
- 瘋子方舟（2002年）
- 賴皮之宿（2003年）
- 青之車（2004年）
- 乳霜檸檬（2004年）
- 琳達！琳達！（2005年）
- 松根亂射事件（2006年）
- 神童（2006年）
- 青春愛世代（2008年）
- 革命青春（2011年）
- 不中用的我仰望天空（2012年）
- 向陽處的她（2013年）
- 青春，半生不熟（2013年）
- 聖之青春（2016年）
- 愚行錄（2017年）
- 那個男人（2022年）
- My Broken Mariko (2022年)

### 電視劇
- 蒼井優X四個謊言 第三章（2008年）
- 上野樹里與5個皮包 第三集（2009年）
- 深夜食堂（2009年）
- 深夜食堂第二季（2011年）
- 深夜食堂第三季（2014年）
- 植木等與熱情努力的博多人 (2017年)